# Onitis assamensis
Onitis assamensis là một loài bọ cánh cứng trong họ Bọ hung (Scarabaeidae).